# Le Dilettante
Pour les articles homonymes, voir Dilettante.
Le Dilettante est une maison d'édition française fondée en 1984 à Paris.
Le nom complet de la société est Société de la Commune de la Butte aux Cailles - le Dilettante.

## Origines
Le Dilettante a d'abord été une librairie d'ouvrages épuisés fondée en 1972, appelée « Le Tout sur le tout » en référence à l'ouvrage d'Henri Calet. Située rue Barrault dans le 13e arrondissement de Paris, c'était un collectif d'amis, tous passionnés de livres et parfois habitants du quartier, passionnés d'auteurs « oubliés ». On pouvait y croiser Guy Ponsard, Dominique Gaultier, José Benhamou, Olivier Rubinstein, Dominique Joubert, Léon Aichelbaum, Maurice Imbert et d'autres, telle Anne-Marie Adda qui fut la dessinatrice des premières couvertures de la maison d’édition et qui contribuèrent au succès des ouvrages. Ils éditent une revue, Les Grandes Largeurs, qui tente de remettre en lumière ces auteurs éclipsés tels qu'Emmanuel Bove, Raymond Cousse, Yves Martin.
Le principe de la librairie existe toujours : après avoir migré un temps rue du Champ de l'Alouette, elle déménage au 19, rue Racine puis 7, place de l'Odéon, reprenant les locaux du Moniteur.
La librairie du Dilettante se lance dans l'édition en 1984 et les locaux de la maison d'édition sont situés dans un espace voisin de celui réservé à la vente d'ouvrages anciens.
Les éditions du Dilettante, reconnaissables par leur marque représentant un chat noir qui dort sur un livre ouvert, publient une quinzaine de livres par an. Leurs premières publications sont, en décembre 1984, un recueil d'articles de Bernard Frank intitulé Grognards & Hussards, et Nouvelles du Nord, d'Éric Holder. Intéressée par la littérature générale et la réédition d'auteurs méconnus, la maison d'édition Le Dilettante a d'abord publié des recueils de nouvelles, un genre qu'elle qualifie de « peu goûté par les grandes maisons », puis s'est graduellement dirigée vers les romans, ne publiant ni poésie, ni pièces de théâtre. Son catalogue comprend plus de 400 titres.
Cet éditeur a aussi la particularité d'indiquer à la fin de ses ouvrages le nombre d'exemplaires imprimés.
Ces dernières années, elle compte parmi ses auteurs phares Olivier Adam, Anna Gavalda, Marc-Edouard Nabe, Romain Puértolas, Vincent Ravalec, et Gilles Sebhan.

## Fonctionnement de la maison
La maison d'édition est dirigée par Dominique Gaultier, fondateur de la librairie.
Le Dilettante compte cinq employés, dont un directeur commercial, Claude Tarrène, un chef de fabrication et une attachée de presse.
Les éditions du Dilettante se diffusent elles-mêmes, selon un choix de la part de Dominique Gaultier qui veut garder son indépendance et, fort de son passé de libraire, assurer lui-même la diffusion. Selon ses propres dires, c'est dans un souci de mieux convaincre le libraire, d'être plus proche de lui, moins débordé et plus à l'écoute que les représentants. Toutefois, c'est Union Distribution (Flammarion) qui distribue les ouvrages en France et en Belgique.

## Chiffre d'affaires
Le Dilettante se place à la 90e place des éditeurs français et, malgré la parution de L'Échappée belle d'Anna Gavalda cette année-là, voit baisser son chiffre d'affaires.

## Quelques auteurs publiés
- Olivier Adam
- Robert Benchley
- Ambrose Bierce
- Emmanuel Bove
- Henri Calet
- Pierre Charras
- Jacques Chauviré
- Jean-Luc Coatalem
- Raymond Cousse
- Eugène Dabit
- David Dumortier
- Bernard Frank
- Jean Freustié
- Anna Gavalda
- Robert Giraud
- Laurent Graff
- Éric Holder
- Georges Hyvernaud
- Serge Joncour
- Thierry Jonquet
- Jean-Claude Lalumière
- Pierre Mac Orlan
- Jean-Pierre Martinet
- Marc-Édouard Nabe
- Roger Nimier
- Dominique Noguez
- François Nourissier
- Raymond Queneau
- Vincent Ravalec
- Alexandre Vialatte